# 이샤크 벨포딜
이샤크 벨포딜(Ishak Belfodil, 1992년 1월 12일 ~ )은 알제리의 축구 선수이다. 포지션은 스트라이커이다. 2009년 올림피크 리옹에 입단하면서 프로 무대에 데뷔했고 현재 아제르바이잔의 사바에서 활약 중이다.
과거에는 프랑스 대표팀의 각 급 대표팀을 거쳤으나 알제리 국가대표팀을 위해 뛰는 것을 선택하여 2012년 8월 첫 소집되었다.